# کربی باکتس
کربی باکتس (به انگلیسی: Kirby Buckets) یک برنامه تلویزیونی کمدی آمریکایی است که از ۲۰ اکتبر ۲۰۱۴ تا ۲ فوریه ۲۰۱۷ از دیزنی اکس‌دی پخش شد. اگرچه یک سریال لایو اکشن است، اما این مجموعه شامل سکانس‌های کارتونی انیمیشنی از نقاشی‌ها نیز می‌شود. در این سریال جیکوب برتراند، اولیویا استاک، مکای کورتیس، کید ساتون و تیفانی اسپنسن ایفای نقش می‌کنند.
وقتی کربی باکتس به عنوان یک سریال در فوریه ۲۰۱۴ انتخاب شد. تولید در تابستان ۲۰۱۴ آغاز شد و برای اولین بار در پاییز ۲۰۱۴ پخش شد. در ۱۳ ژانویه ۲۰۱۵، سریال برای فصل دوم با از سرگیری تولید در مارس تمدید شد. فصل دوم در ۷ اکتبر ۲۰۱۵ پخش شد. در ۴ مارس ۲۰۱۶، دیزنی سریال را برای فصل سوم تمدید کرد. فصل سوم در تاریخ ۱۶ ژانویه ۲۰۱۷ پخش شد.

## داستان
سریال کربی باکتس درباره پسری ۱۳ ساله به نام کربی باکتس است که رویای تبدیل شدن به یک انیماتور معروف مانند الگوی خود مک الیستر را در سر دارد. اما زمانی که نقاشی‌های کربی جان گرفته و زنده می‌شوند، او و بهترین دوستانش فیش و الی را به یک ماجراجویی پرخطر و غیرقابل پیش بینی برده و...